# Otto-Programm
Das Otto-Programm war ein Eisenbahnprojekt der Reichsbahn vom Juli/August 1940 zum Aufbau der Eisenbahn-Kapazitäten für den Aufmarsch des deutschen Ostheeres für den Angriff auf die Sowjetunion im Zweiten Weltkrieg.

## Das Programm
Der Name war eine Reminiszenz an die Ostausdehnung des Reiches zur Zeit des Sachsenkaisers Otto I. Bereits am 17. Oktober 1939 hatte Hitler das besetzte Polen als „vorgeschobenes Glacis“ und „deutsches militärisches Aufmarschgebiet für die Zukunft“ bezeichnet und angeordnet „Vorsorge zu treffen, daß das Gebiet [...] für einen Aufmarsch ausgenutzt werden kann“ und dazu Bahnen, Straßen und Nachrichtenverbindungen in Ordnung zu bringen. Für den Aufmarsch gegen die Sowjetunion mussten diese Arbeiten jedoch erheblich intensiviert werden. Die Streckenleistungen und Ausladeleistungen mussten verdoppelt werden. Dazu war neben erheblichen Erweiterungen der Neubau von 20 Lokomotivbahnhöfen und zahlreichen Militärrampen, Kreuzungsbahnhöfen, Blockstellen, Signalanlagen, Fernsprecheinrichtungen und Ausbesserungswerken nötig.
Am 4. und 11. Juli 1940 wurde dies bereits von Generalstabschef Franz Halder mit dem Transportchef Rudolf Gercke erörtert. Am 25. Juli wurde das Otto-Programm entworfen und am 9. August den zuständigen Reichsbehörden und dem Generalgouverneur Hans Frank in dem Befehl „Aufbau Ost“ zugeleitet. Frank erklärte daraufhin „es müsse alles andere zurückgestellt werden“ und er werde nötigenfalls „mit eiserner Strenge durchgreifen“ um den Befehl des Führers zu erfüllen. Es sollte zuerst bis zum 31. Dezember 1940, später bis 15. April 1941 erfüllt werden.
70.000 Mann aus Eisenbahntruppen, Bauformationen des Heeres, der Organisation Todt und polnischen Baufirmen wurden mobilisiert.
Mit einem Volumen von 270 Millionen Reichsmark war es mit Abstand das größte Bauprogramm der Reichsbahn. Die Wehrmacht erklärte 60 % der Baukosten zu übernehmen.
Um Misstrauen der sowjetischen Seite zu zerstreuen, dienten die Bauarbeiten offiziell dem Wirtschaftsverkehr.
Trotz erheblicher Schwierigkeiten konnte das Programm fristgemäß erfüllt werden.